# Kanton Montbarrey
Kanton Montbarrey (francouzsky Canton de Montbarrey) je francouzský kanton v departementu Jura v regionu Franche-Comté. Tvoří ho 13 obcí.

## Obce kantonu
- Augerans
- Bans
- Belmont
- Chatelay
- Chissey-sur-Loue
- Germigney
- La Loye
- Montbarrey
- Mont-sous-Vaudrey
- Santans
- Souvans
- Vaudrey
- La Vieille-Loye